# 桜川未央
桜川 未央（おうかわ みお）は、日本の女性声優。主にアダルトゲームに声をあてている。

## 来歴・人物
あだ名が『さくらがわシュトラッセ』となったのは、ラジオ番組『ほめられてのびるらじおPP』にぱれっとのパソコンゲーム『さくらシュトラッセ』の里村かりん役でゲスト出演した際に、パーソナリティの風音に（意図的に）読み間違えられたことがきっかけであった。作品名が由来であるにもかかわらず、他のゲームメーカースタッフからもこの愛称で呼ばれることがある。
Whirlpool & HOOKSOFT Presents うみおかける!大航海ラジオで決まった愛称は「みおみお」。
好きな食べ物はホットケーキで、毎朝食べている。

## 出演作品

### OVA
- 炎の孕ませ同級生（ミーシャ＝イヴァシュコワ）[1]
- きみはぐ（柚木 南）
- 陰陽師 妖かしの女神 〜淫乱呪縛〜（白虎）[2]
- DISCIPLINE 零（西崎 百合）
- プリンセスラバー!（マリア＝ファン・ホッセン）
- ツンツンメイドはエロエロです（針山桐葉）

### ゲーム
太字は主役もしくはヒロイン

#### 2004年以前
- ぽぽたん（まい）
- まじょの夏休み（レイリス）
- ENSEMBLE 〜舞降る羽のアンサンブル〜（寺田 若葉）
- チェリッシュピザはいかがですか（澄川 由香）
- らくえん〜あいかわらずなぼく。の場合〜（御守 みか）
- Dear My Friend（杉野 司）
- 優遇接待# 〜孤島と6人のスク水っ娘たち〜（瀬名 汐里）
- ぬいぐるまー（伯爵）

#### 2005年
- ふたりでマーヴルしちゃいます!〜昨日の敵は今日も恋人!?〜（麻知世 ルシア）
- へんし〜ん! 2。（佐倉 真瑠）
- パルフェ 〜ショコラ second brew〜（涼波 紬、桂木 美鈴）
- おねだりミルキーパイ（明治 みるく）
- 七人のオンラインゲーマーズ（皆瀬 杏子、あさひ）
- ないしょのティンティンたいむ（桜葉 亜衣）
- 冥色の隷姫 〜緩やかに廃滅する青珊瑚の森〜（キュア・ウェスランド）
- 月面基地前プレミアムBOX Vol.1 ロケットの夏編（セレン・アンジェニュー）
- 炎の孕ませ転校生（由月 蛍、南 亜里沙、川瀬 絵里奈）
- モノごころ、モノむすめ。（アコ）
- GALZOOアイランド 担当役非公表
- 忍ココロ（鱸 さし美）
- 凌姫II〜妖しく蠢く淫謀の円舞曲〜（アレクセイ、メリッサ）
- 部活規格（穂積 優帆）

#### 2006年
- 抜け忍 捕獲、そして調教へ…（雛菊）
- 転娘!? 〜とにかくよく転ぶドジっ娘たち〜（新里 奈菜子）
- 炎の孕ませ人生 〜あの頃に戻って孕ませナイト〜（藤沢 葵）
- よくばりサボテン（霧島 勇美）
- CrimeRhymeParadox「イナホノミライ」（立川 来瑠実）
- Summer Days（山県 愛）：Hなし
- ツグナヒ2 〜もうひとりの奈々〜（相崎 奈々）
- こいいろChu!Lips（愛沙）：Hなし
- 魔法天使ミサキ2（桜庭 美咲）
- あいかぎ2 〜濡れた髪が乾く前に〜（伊吹 菜穂）
- Always 〜ふと、気が付けばキミとの日常…〜（北上 可名子）
- 瑞本つかさ先生の【エッチ】を覚える大人の性教育レッスン!!（瑞本 つかさ）
- ハーレム☆パーティ（アニエス・アードベック・アウグストゥス）
- ぽっと -Rondo for Dears-（新田 明日葉）
- Queenボンジョルの! 〜女王は制服を脱いだ〜（ジュリエット、桜坂 めぐる）
- おキツネSummer 〜夏合宿・女の子付き〜（楠木 由美）

#### 2007年
- 赤いCanvasシリーズ なでしこ 〜朱色のらせん〜（笹峰 理花）
- 凌辱ゲリラ狩り3（モニク・ブリアン）
- 恋姫†無双 〜ドキッ☆乙女だらけの三国志演義〜（馬超）
- カフェ・ジャンキー（南 くるみ）
- ましろぼたん（美里 美久）
- なまたま（千条 菜々羽）
- 遊撃警艦パトベセル 〜こちら首都圏上空青空署〜（篠原 伊月、桃本 みつな）
- 南の島に降る雪（与那嶺 加座美、与那嶺 阿座美）
- みんな大好き子づくりばんちょう（金城 椿）
- 女神大戦（藤沢 真希）
- 先生を調教しよう!（間宮 春奈）
- おっぱいバカ 〜おっぱい以外は認めない!!〜（篠音 咲桜、奈波 ひなた）
- HoneyComing（緒方 未央）
- ANI嫁だからっ!（白井 麗）
- こくはく 〜好きなの!おにいちゃん〜（よっちゃん、ちぃちゃん）
- 放課後の先パイ（千歳 真由美）
- おにいちゃん だぁいすき! 〜LOVE? or LIKE?〜（葉月 りお）
- ましろぼたんミニファンディスク 〜ゆかなんのホワイトバレンタイン〜（美里 美久）
- 炎の孕ませ同級生（味方 洋子、ミーシャ＝イヴァシュコワ）
- 剣乙女ノア（桐宮 乃愛）
- 詩篇69 〜深淵のメサイア〜（アリア・フォルトゥナ）
- とらぶるサッキュバス「ダーリン、今夜もいっぱ〜いえっちしちゃお」（ニナ=ルナ）
- 姫さまっ、お手やわらかに!（時田 恋心）
- 幼なじみはベッドヤクザ!（鷹取 魅咲）
- こいびとどうしですることぜんぶ（等々力 チカ）

#### 2008年
- 看護戦隊ナースレンジャー（ウーマンドクター裕子）
- 新妻女教師（若槻 新菜）
- さくらシュトラッセ（里村 かりん）
- 超昂閃忍ハルカ（アルメール）
- マスクドシャンハイ 魔都拳侠傳（ヘレーネ・コシェバ）
- 機動娼艦ヴィクトワール（モニク・ブリアン）
- 処女のシモベくん♪（伊丹 遥歩）[3]
- 蒼海の皇女たち（メリーカ・ボルフェート、ヴァーニャ・ヤーデン）
- OPPAIライフ〜おはようからおやすみまで揉み吸い生活〜（早川 千花）
- 学園☆新選組! 〜乙女ゴコロと局中法度〜（近藤 イサミ）
- 釣りバカ 〜学園対抗!女子校生釣り上げアドベンチャー〜（鮎ノ州 巡、睦依 薫子）
- とらい☆すたーず（ティファリア・エーデルロッサ）
- かみぱに!（九条 天音）
- 母娘妊術くのいちPonPon!!（桔梗）
- ふたりのえりか（稲葉 エリカ）
- ××な彼女のつくりかた ハプニング（観潮 結）
- BIFRONTE 〜公界島奇譚〜（天谷 若菜）
- 魔女道 〜あの散り際の美しさ〜（一鐘・勇子・オリヴァー）
- 少女魔法学リトルウィッチロマネスク editio perfecta（マリエラ･グランバック）
- 彷徨う魂に安らぎの刻を（鎮魂比売命）
- プリンセスラバー!（マリア＝ファン・ホッセン）：Hなし
- さくらんぼシュトラッセ（里村 かりん）
- こっすこす! 〜あなた好みのコスプレHしてあげる〜（トリア）
- X Change Alternative2（蓮華寺真言）
- FairlyLife（小冷）
- 鬼父 〜愛娘強制発情〜（秋月 愛莉）
- 戦極姫 -戦乱の世に焔立つ-（毛利ガーナ、毛利ナッシュ、毛利オルテナ、島津家久、杉田玄白）
- 漆黒のシャルノス -What a beautiful tomorrow-（モラン大佐、マリー・ハドスン、クローディア・アクランド）
- 毎日がM!（ララ）
- おっぱいの王者48（姫山 茉莉、広重 七緒、鉤衣 葎美、美紅 耶蛍）
- オトメスマイル（九重 琴音）[4]
- らぶデス3 〜Realtime Lovers〜（うらら）
- 真・恋姫†無双 〜乙女繚乱☆三国志演義〜（馬超）
- 新ジャンル・えすでれっ!!（リンダ、ミンダ）
- LILITH-IZM02〜中出し/孕ませ編〜（伊丹 遥歩）[5]
- 絶対女子寮域!（八島 春海）
- クラス全員オレの嫁（鷺島フレデリカ、杉下 朋美、森崎 知佳）
- どっぷり中出し学園戦争（川嶋 沙里奈、相原 麻里絵）

#### 2009年
- トキノ戦華（天城 結衣）
- ぱいタッチ!（零亜、桃本 小桃）
- スズノネセブン!（三峰 美奈都）
- ChuChuヘヴン（橋本 さち）
- ももえろ濃霧注意報!（美園 なずな）
- もしもこんなショッピングモールがあったら!? いきます☆（石崎 千裕、篠原 みなみ）
- おしゃぶりアナウンサー「そんなに飲まされたら……Hしたくなっちゃう☆」（宮瀬 香織）
- 水スペ 川野口ノブ探検隊　これが秘境だ!人跡未踏!立ちふさがる商店街!八鏡大学に画された地球最大の謎を追え!!（川野口 ノブ）
- すく〜るふぁいぶ 〜五つの秘密の物語〜（有馬 星歌）
- ここより、はるか -Surrounded sea in the world-（朝凪 こなつ）
- シスターまじっく!（高槻 春菜）
- 巨乳メイド 中出し天国!（青空 歩実）[6]
- 姫とボイン（シャーロットのみるく姫、帝国のジュリエット姫）
- 姫狩りダンジョンマイスター（コレット）
- 夏色さじたりうす 〜浜井原学園弓道部〜（篠原 愛理）
- ヘリオトロープ -それは死に至る神の愛-（フェンネル・エクセルシア）
- Alter Ego（棚木 ひなた）
- @ふぉーむメイト（夕凪 八雲）
- りんかねーしょん☆新撰組っ!（中島 昇）[7]
- マジカルウィッチコンチェルト（フローラ・メイフィールド）
- Stellar☆Theater（明石沢 魅流）
- 絶対可憐!お嬢様っ（戸狩 志摩）
- 紅殻町博物誌（宵待 白子）
- しこたまスレイブ－あるじで姉妹な天使と悪魔－（アイナ・ソルゲイト）
- メカミミ（デルタ）
- @HoneyComing RoyalSweet（緒方 未央）
- メモリア（サラ・桜坂）
- L.i.n.k.-奇妙な運命に繋がれた者達の、血と涙の謡（うた）。（藍）
- つるつるナース「恥ずかしい……誰にもこんなの見せられない……」（都築　仁子）
- ももいろガーディアン（玲奈・フロウレイン）
- Signal Heart（氷上 渚）
- はぴとら -HappyTransportation-（アイナ・ブランシェ）
- さくらテイル（相羽 朋乃）
- 勇者からは逃げられない!（ミマス=バーン）
- クルースニク 〜催淫に悶える吸血鬼ハンター〜（御里 雨乃）[8]
- 白光のヴァルーシア -What a beautiful hopes-（クセルクセス・セルラ・ブリート、トト）
- スズノネセブン! -Sweet Lovers' Concerto-（三峰 美奈都）
- クロガネの翼 〜THE ALCHEMIST'S STORY〜（東儀 月花）
- 嘘デレ!（篁 美優）
- 微少女（ハルナ・アルトネン）
- 絶対★魔王 〜ボクの胸キュン学園サーガ〜（エヴァン・クローデル）
- Piaキャロットへようこそ!!4（北川 蒼空）

#### 2010年
- はぴとら外伝 アイナの新婚日記（アイナ・ブランシェ）
- シュガーコートフリークス（おかみさん）
- ルーンロオド（速水 瑠美子）
- 乙女恋心プリスター（セルフィ マリアン エリザベート、エイリン、ネイ・キサラギ）
- ぴゅあらっ!（大貴 ちなむ）[9]
- 戦極姫2 〜戦乱の世、群雄嵐の如く〜（島津家久、尼子経久、弘中隆兼、毛利ガーナ、毛利オルテナ、毛利ナッシュ）
- 炎の孕ませおっぱい身体測定（成咲 紅葉）
- 小公女シャルロット「ご主人様の処女人形」（ウルミラ・ムジャヒルディーン）
- Cross Days（山県 愛）
- どすこい!女雪相撲 胸がドキドキ初場所体験（大河内 小百合、大河内 百合根）
- Maximum Magic（マキシマムマジック） Quirk Of Destiny（テミス＝ベード）
- 夏に奏でる僕らの詩（御崎 果歩）
- ココロの住処（ココロ）
- ねこ☆こい! 〜猫神さまとネコミミのたたり〜（古清水 怜）
- 撫子乱舞（シンシア・ノーリッシュ）
- あまつみそらに!（一ツ橋 神奈）
- うたてめぐり（リベカ・アルベルト）
- エヴォリミット（正月 弥生）
- 廻り巡ればめぐるときっ!?（霊崎 空美）
- あまあね（八嶋 乙女）
- えろげー!〜Hもゲームも開発三昧〜（高坂 伊織）
- 女医さんのお言いつけっ!!〜エッチな診察してあげる♪〜（小山内 歌乃）
- ボクラはピアチェーレ（鈴木 絢香）
- 処女はお姉さまに恋してる 2人のエルダー（君原 春美）
- 真・恋姫†無双 〜萌将伝〜（馬超）
- もっと 姉、ちゃんとしようよっ!（明日原 アルル、明日原 クララ）
- 乙女恋心プリスターFANDISC 〜もっとHに恋せよ乙女!〜（セルフィ マリアン エリザベート、エイリン、ネイ・キサラギ）
- セックスライフ〜SEX LIFE〜（早乙女 まりあ）
- 邪!! ぱんでみっく（扇 神楽）
- Green Strawberry（ニコロ・チッコリーニ）
- Tiny Dungeon 〜BLACK and WHITE〜（シャル＝ルトル）
- Tiny Dungeon 〜BLESS of DRAGON〜（シャル＝ルトル）
- 普通じゃないッ!!（姫澤紗耶香）
- さくらのしっぽ 〜さくらテイルファンディスク〜（相羽 朋乃）
- 三極姫〜乱世、天下三分の計〜（曹操孟徳、諸葛亮孔明）
- らぶデス555!（葉山 瑞乃）
- あかときっ!-夢こそまされ恋の魔砲-（来島 リリィ）
- 初恋サクラメント（園原 由梨）
- Knight Carnival!（パーシヴァル）
- 紫影のソナーニル -What a beautiful memories-（エリシア・ウェントワース）
- 魔物娘たちとの楽園 〜スライム & スキュラ〜（ラキス=メイトパス）[10]
- Let's 快盗! ヌすみ系!? 〜あの子のハートの盗み方、教えます♪〜（露伴 愛）[11]

#### 2011年
- 愛しい対象の護り方（日向 綾乃）
- AQUA（南 凛）
- カミカゼ☆エクスプローラー!（朝比奈 洋子）
- シークレットゲーム CODE:Revise（上野 まり子）
- 初恋予報。（水沢 巽）
- 姫様限定!〜Princess Limited〜（高坂 セリナ）
- BLOODY†RONDO（神津 沙耶香）
- まかぱらっ!〜あの世でめちゃモテ〜（鈴鹿 伊吹/鬼）
- 雀極姫（島津家久、毛利 ガーナ、毛利 ナッシュ、毛利 オルテナ）
- アネカノ -お姉ちゃんとえっちであまーいヒミツの関係-（野山 楓）
- デュエリスト×エンゲージ（アイナ）
- 巨乳トライ! -短期集中乳揉みレッスン-（新藤 美央）
- 大帝国（マリー・ブリテン、アルビルダ）
- サクラの空と、君のコト -Sweet Petals For My Dear-（仁科 優佳、綾部・フランチェスカ・彩）
- 君を仰ぎ乙女は姫に（クロエ）
- さくら色カルテット（桜）[12]
- 未来ノスタルジア（星河 雫）
- あかときっ!!-花と舞わせよ恋の衣装-（来島 リリィ）[13]
- 舞風のメルト -Where leads to feeling destination-（紅葉）
- 雪鬼屋温泉記（茜扇 弓音）
- Lunaris Filia 〜キスと契約と真紅の瞳〜（古都春 花音）
- 戦極姫3〜天下を切り裂く光と影〜（前田慶次、島津家久、千利休、尼子経久）
- とらバ!（駆流田 みなと）
- シュクレ 〜sweet and charming time for you.〜（綾月 芽衣夏）[14]
- よめはぴ〜You make happy!〜（戌笛 なゆ）[15]
- 晴れときどきお天気雨（稲乃神 香奈恵）
- おっぱい学園マーチングバンド部! 〜発情ハメ撮り活動日誌〜（サーラ）[16]
- プリンセスX 〜僕の許嫁はモンスターっ娘!?〜（ナージャ）[17]
- Strawberry Nauts（青兎 みかも）[18]
- 恋するコトと見つけたり!（鷹ノ葉 美良）[19]
- ハチポチ（ナチュ、ヘレーネ・コシェバ、川野口 ノブ、クセルクセス・セルラ・ブリート、大河内 小百合）
- 輝光翼戦記 銀の刻のコロナ（金剛 恵理）[20]
- マドンナ 〜完熟ボディCollection〜（イエナ＝本田＝ジュリエット） [21]
- 俺はツマキラー 〜妻5人、娘5人、親娘丼おかわりっ!〜（ココ[22]、イヴリン・ローズ[23]）
- あまあねアフター（八嶋 乙女）[24]
- あっぱれ!天下御免（遠山 朱金）[25]
- 漆黒のシャルノス -What a beautiful tomorrow- Fullvoice ReBORN Edition （モラン大佐、ハドスン夫人、クローディア）[26]

#### 2012年
- 初恋前線。（水沢 巽）[27]
- プリンセスXFD〜許嫁は終わらない!?〜（ナージャ）[28]
- BUNNYBLACK 2（マリーアリス）[29]
- それゆけ!ぶるにゃんマン HARDCORE!!!（コルビー）[30]
- 屋上の百合霊さん（牧 聖苗[31]、網島 茉莉[32]）
- 乙女が紡ぐ恋のキャンバス（ヨハン・アレクセーエヴィチ・ イディナローク）[33]
- プリズマティックプリンセス☆ユニゾンスターズ（アイナ・ソルゲイト）[34]
- 恋めくりクローバー（相真 まひる）[35]
- リア充催眠〜リアルが充実する催眠生活はじめました。〜（青山 琴春）[36]
- 英雄*戦姫（呂布）[37]
- OH! ステルス紳士 〜隠密ザーメン公開中出し学園〜（綿辺 さくら[38]、乙輪 響子[39]）
- 出撃!乙女たちの戦場3〜電撃作戦!戦果はエースの名のもとに〜（リ・シャオエン）[40]
- アオリオ（大木 遙）[41]
- 平グモちゃん（お曜様）[42]
- 三極姫2〜天地大乱・乱世に煌く新たな覇龍〜（曹操孟徳[43]、曹仁子孝[44]、諸葛亮孔明[45]）
- Dolphin Divers（南郷 月海）[46]
- 魔王のくせに生イキだっ!（アンジェリカ）[47]
- Justy×Nasty 〜魔王はじめました〜（加賀美 響）[48]
- 門を守るお仕事[49]
- 竜翼のメロディア -Diva with the blessed dragonol-（エレオノール・レキ・ヴェストリア）[50]
- 祝福の鐘の音は、桜色の風と共に。（東雲 うらら）[51]
- 炎の孕ませおっぱい乳同級生（愛武 恋）[52]
- あっぱれ!天下御免［祭］（遠山 朱金）[53]
- ヒメゴト・マスカレイド 〜お嬢様たちの戯れ〜（比良坂 愛璃）[54]
- ガンナイトガール（古宮 環、おばあちゃん）
- 戦極姫4〜争覇百計、花守る誓い〜（小田 氏治[55]、島津 家久[56]）
- 百機夜行（九華）

#### 2013年
- 輝光翼戦記 銀の刻のコロナFD（金剛 恵理）[57]
- 星彩のレゾナンス（片倉 未来[58]、高遠 未来[59]）
- 魔導巧殻 〜闇の月女神は導国で詠う〜（ネネカ・ハーネス）[60]
- ずっとすきして たくさんすきして（甲斐中 永遠）[61]
- BUNNYBLACK 3（マリーアリス）[62]
- プリズム◇リコレクション!（真柴 多英）[63]
- 女装海峡（厳島 響）[64]
- リベリオンズ Secret Game 2nd Stage BOOSTED EDITION （上野まり子）[65]
- 三極姫3 〜天下新生〜（曹操[66]、曹洪[67]、曹仁[68]）
- 桜舞う乙女のロンド（小峰 まなみ）
- 魔王のくせに生イキだっ!2 〜今度は性戦だ!〜（アンジェリカ）
- せんすいぶ!（賢木 芽衣）
- つよきすNEXT（ビュッシュ、ノエル）[69]
- 家族計画 Re:紡ぐ糸（久美 景）[70]

#### 2014年
- MeltyMoment -メルティモーメント-（柊 千恵美）[71]
- キスアト（浅間 京子）
- 聖もんむすFestival!! ～お祭りだよ全員集合！～（ラキス・M・デーン）
- Endless Dungeon（カミシア／シャル＝ルトル）
- レーシャル・マージ（アリシア・セシル）
- なないろリンカネーション（葵）
- パサージュ! 〜passage of life〜（月見 彩子）
- サキガケ⇒ジェネレーション!（雪之宮 菖蒲）
- 南十字星恋歌（小代 遥佳）

#### 2015年
- 11月のアルカディア（星崎心音）[72]
- 聖騎士Melty☆Lovers（カノン＝ルクサーナ）[73]
- ランス03 リーザス陥落（メナド・シセイ）
- トラベリングスターズ（ロコ＝ミーシャ）[74]
- つよきすFESTIVAL（ビュッシュ、ノエル）[75][76]
- 真・恋姫†英雄譚 1 〜乙女艶乱☆三国志演義［蜀］〜（馬超）
- ここから夏のイノセンス!（鴫原 紅緒）

#### 2016年
- ワールド・エレクション（ミナヨ）[77]
- 乙女が彩る恋のエッセンス（小峰 まなみ）[78]
- 枯れない世界と終わる花（アキト）
- 千恋*万花（駒川 みづは）

#### 2017年
- 景の海のアペイリア（一 久遠）[79]
- はるるみなもに！（刀根依子）

#### 2018年
- 君と目覚める幾つかの方法（京橋みこと）[80]
- 言の葉舞い散る夏の風鈴（真額 詞葉)[81]
- まおてん（ブリュンヒルト・シュヴェスタン）[82]

#### 2019年
- 月の彼方で逢いましょう (日紫喜うぐいす)[83]

#### 2023年
- 真・恋姫†英雄譚外伝 -白月の灯火-（馬超）

#### 2024年
- Strawberry Nauts -ストロベリーノーツ- Full HD Memorial Plus（青兎 みかも）

### オンラインゲーム
- 万物乙女☆ダンジョンズ (モリー、リクルル)
- X-Overd～羅針盤の輝き～(ファーヴェ)
- BALDR ACE (黒崎 メイ)
- スクールさーばんつ！ (滝島 千夜)

### ドラマCD
- アイドル☆シスター（神井 麻紀）[84]
- メイドがウチにやって来た❤（斉藤 美沙）
- ○学○年生キャッスル！ G-typeドラマCD（エテルナ）

## ラジオ
※はインターネット配信。
- 姫☆さま〜ず（第4 - 7回パーソナリティ）
- Whirlpool & HOOKSOFT Presents うみおかける!大航海ラジオ（パーソナリティ）
- AXLラジオ「愛しい対象の護り方」私立白嶺学園放送部!（2011年、音泉※）
- アリスソフト大放送 〜featuring ランスクエスト〜（パーソナリティ）
- いろはと未央の枯れない世界と終わるラジオ（2016年、音泉※）[85]
- 風音と桜川未央と桃井いちごの女子会ノリでラジオがしたい!（2017年 - 、音泉※）